# Pectinoctenus pavlovskii
Pectinoctenus pavlovskii är en loppart som beskrevs av Ioff 1928. Pectinoctenus pavlovskii ingår i släktet Pectinoctenus och familjen smågnagarloppor. Inga underarter finns listade i Catalogue of Life.